# Myscelus draudti
Espèce
Myscelus draudti est une espèce de lépidoptères de la famille des Hesperiidae, de la sous-famille des Pyrginae et de la tribu des Pyrrhopygini.

## Dénomination
Myscelus draudti a été décrit par Norman Denbigh Riley (en) en 1926.

### Nom vernaculaire
Myscelus draudti se nomme Riley's Glory ou Draudt's Myscelus en anglais,.

## Description
Myscelus draudti est un papillon au corps trapu de couleur jaune orangé à l'abdomen cerclé de lignes marron. 
Sur le dessus les ailes sont de couleur jaune orangé avec aux ailes antérieures une bande hyaline veinée de marron du bord costal vers le bord interne et de petites taches hyalines dans l'aire postdiscale, du côté de l'apex et avec une marque hyaline ronde au centre des ailes postérieures.
Le revers présente une partie basale soit jaune, soit beige, limitée aux ailes antérieures et occupant tout l'aile postérieure en laissant une bordure et deux lignes marron. Les ailes antérieures présentent la même ornementation de bande et taches hyalines.

## Écologie et distribution
Myscelus draudti est présent en Bolivie et au Pérou,.

### Biotope
Myscelus draudti réside dans la forêt humide à une altitude de 200 m à 1 000 m

### Protection
Pas de statut de protection particulier.